# 下西技研工業
下西技研工業株式会社（しもにしぎけんこうぎょう、英称：Simotec Co.,Ltd）は、大阪府東大阪市に本社を構える機械部品メーカー。
ヒンジ・センサーなどの機構部品、マグネットキャッチ・マグネットシート・焼結磁石などの磁気工業品、ヒートパイプ・放熱ユニット・放熱シートなどの熱対策工業品の製造販売を行う企業である。複数の日本メーカーへ、複写複合機・家電品・精密機器の部品供給を行っている。
1990年設立。企業理念は「Create(創造)」。

## 概要
主力製品はヒンジで、重量から軽量まで様々なヒンジを開発、販売しており、産業機器向けの軽量ヒンジではトップシェアを獲得している。主な商品として薄型ノートパソコン用の小型で高トルクのチルトヒンジなどがある。
ヒンジ以外では熱対策商品や磁気製品などを開発、販売し、多数の特許製品を保有している。2017年にはコピー機や複合機の用紙の検知に使われる超音波式センサーと同様の性能を持ち、コストを30％抑えた新しい磁気変位センサーを開発した。
2017年の大阪ものづくり優良企業賞の最優秀企業賞に選出。

## 沿革
- 1990年 - 下西技研工業株式会社 設立
- 1991年 - 国内製造の子会社 マグテック株式会社 を設立
- 1994年 - 中華人民共和国 香港に豊将國際有限公司 設立
- 2006年 - タイに子会社 SIMOTEC (THAILAND) CO., LTD. （サイモテック・タイ）を設立
- 2012年 - 中華人民共和国 東莞の東莞下西機械科技有限公司を独資化
- 2024年 - 下西孝、下西技研工業株式会社代表取締役会長に就任。下西哲史、下西技研工業株式会社代表取締役社長に就任。

## 営業所
- 東京営業所：〒105-0003 東京都港区西新橋1丁目19番3号
- 東京技術センター：〒194-0022 東京都町田市森野1丁目32番12号
- 名古屋営業所：〒464-0075 名古屋市千種区内山3丁目18番10号

## グループ企業
- マグテック株式会社
- 豊将國際有限公司
- 東莞下西機械科技有限公司
- SIMOTEC (THAILAND) CO., LTD.